# 熊野権現桃太郎神社
熊野権現桃太郎神社（くまのごんげんももたろうじんじゃ）は、香川県高松市鬼無町鬼無にある神社。

## 概要
高松市鬼無町、五色台山系・袋山の裾野に位置する。正式名称は熊野権現だが、1988年（昭和63年）に祭神を増祀し、神社本庁からの承認のもと熊野権現桃太郎神社を愛称とした。日本ハムの会長が記念碑を寄付していることでも有名。

## 桃太郎伝説
鬼無町にあることから、ここで育った桃太郎が瀬戸内海を渡ってくる海賊を鬼ヶ島（女木島）で退治したと伝えられる。しかしその後、鬼の残党が鬼無まで攻め込んできたが、桃太郎はそれを討伐した。以降、この場所を「鬼が無し」＝鬼無と呼ばれるようになった。
境内には桃太郎や犬、サル、キジ、おじいさんやおばあさんの墓があり、毎年3月の「鬼無桃太郎まつり」では小学生の相撲大会や桃太郎の寸劇などが行われる。2006年、2014年に開催された「桃太郎サミット高松大会」でも会場となった。

## 交通アクセス
- JR予讃線鬼無駅：徒歩13分